# Carl Friedrich Heinrich, Graf von Wylich und Lottum

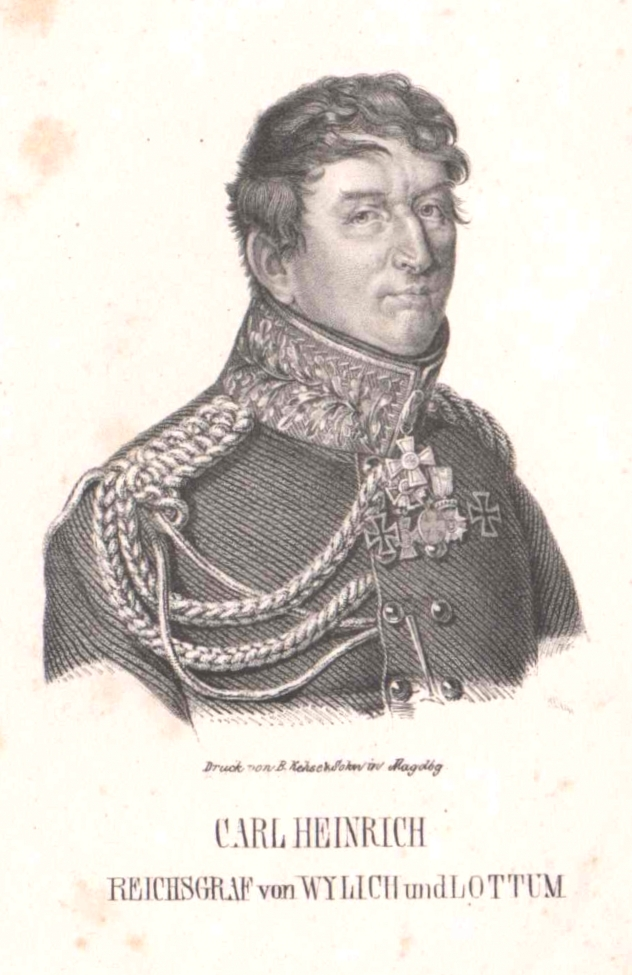
Carl Heinrich, Graf von Wylich und Lottum

Carl Friedrich Heinrich Graf von Wylich und Lottum (5 de noviembre de 1767 - 14 de febrero de 1841), también llamado Graf Lottum (Conde Lottum), fue un general de infantería y ministro de Estado prusiano. Era el hijo del general Friedrich Wilhelm Graf von Wylich und Lottum.

## Biografía
Graf Lottum nació en Berlín y visitó la Academie des Nobles, la principal institución educativa del estado, fundada por Federico el Grande. El 9 de abril de 1784 alcanzó el rango de enseña del Regimiento de Infantería de Anhalt-Bernburg, y el 26 de octubre de 1786 el de teniente. Un año más tarde, fue transferido al recién formado batallón de fusileros von Schenck, también estacionado en Halle. Su batallón participó en la campaña holandesa de 1787. Poco después, como oficial ordenanza, acompañó al general Graf Schulenburg-Renert en la guerra contra Francia. Una caída de su caballo en 1793 le produjo una fractura en el pie que lo dejó incapacitado para las tareas de campo.
Fue asignado como asistente del Alto Colegio de Guerra, donde permaneció, subiendo de rango, hasta el tratado de Tilsit en 1807. En ese año fue asignado para llevar a cabo el Informe de Asuntos Militares ante el rey, lo que demostró ser decisivo para su carrera. Durante este tiempo, y hasta que el informe pasó a von Scharnhorst, Federico Guillermo III llegó a conocer y a estimar a Graf Lottum.
En su cargo como consejero del rey y siendo jefe del Comité de Reorganización, utilizó su influencia para fortalecer las tendencias conservadoras en la aristocracia de Prusia. Se opuso a la admisión de oficiales de origen civil, y luchó contra el Landsturm y el Städteordnung.
El 16 de diciembre de 1808, Graf Lottum fue reasignado como el jefe del Departamento de Economía Militar. Después, abandonó el servicio militar activo con el título de Consejero de Estado. Esto no duró demasiado, no obstante, ya que pasó a ser mayor general el 3 de febrero de 1810.
En la guerra de 1812 contra Rusia, fue enviado por el rey a Varsovia, para negociar con el emperador Napoleón el derecho de paso a través de los territorios prusianos. En la primavera de 1813 fue asignado a la Alta Comisión Gubernamental, que tuvo que lidiar con la mayor parte de los asuntos del estado en ausencia del rey.
En 1814 y 1815, Graf Lottum permaneció mayormente en París, para gestionar los pagos pendientes adeudados por Francia. Después de su retorno en 1817, abandonó el ejército por segunda vez. Seguidamente dirigió los asuntos financieros del Consejo de Estado, por un breve periodo los asuntos exteriores y los asuntos financieros del Ministerio del Interior.
El 3 de agosto de 1828, fue designado General de Infantería por el rey.
Graf Lottum murió en Berlín el 14 de febrero de 1841, poco después que su mujer. Ha sido caracterizado como un trabajador duro, pero persona amable sin fuertes ambiciones políticas.
Graf Lottum es ciudadano honorario de la ciudad de Berlín. La calle Lottumstraße en el distrito de Prenzlauer Berg es nombrada en su honor.